# Arado Ar 66

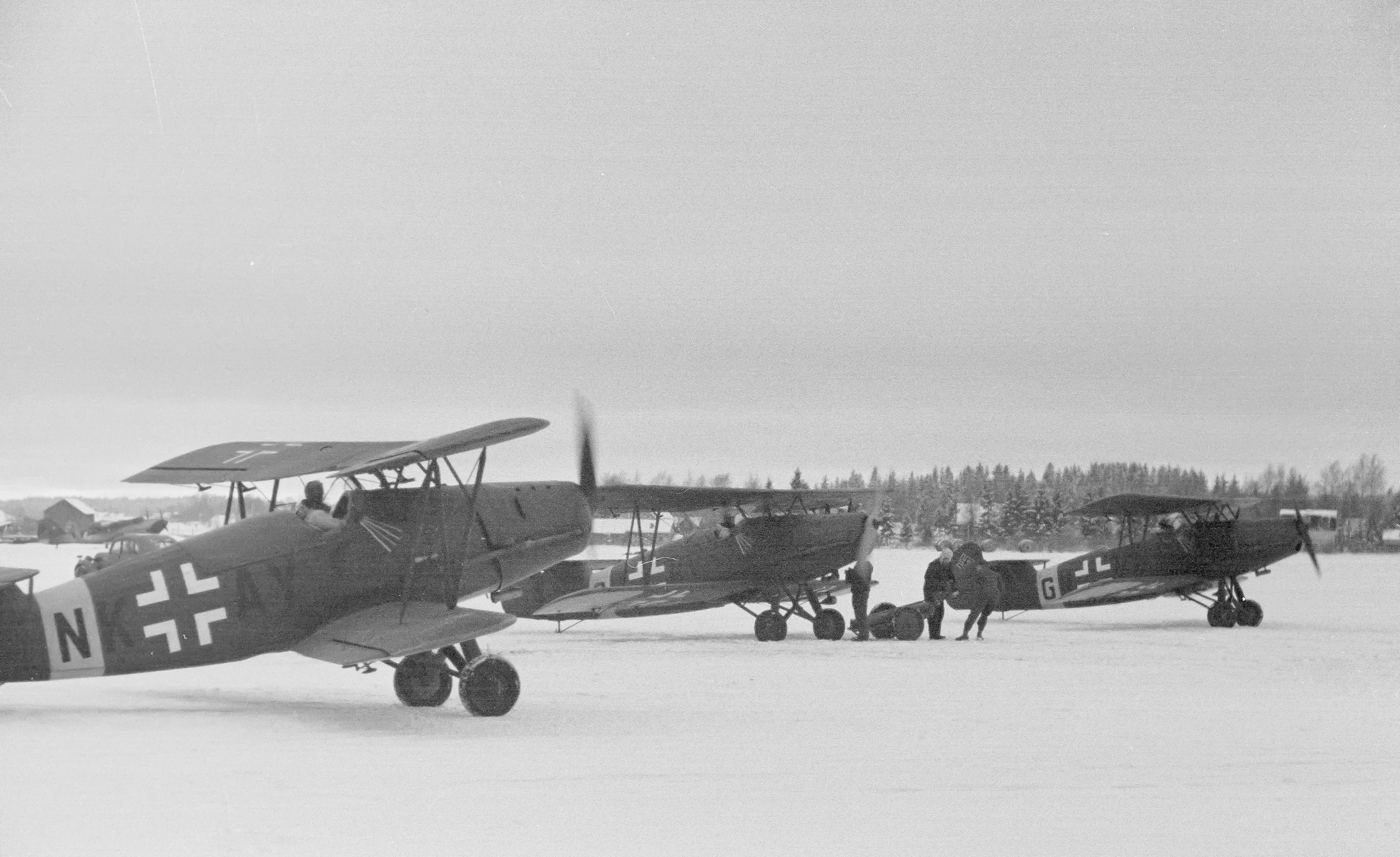
Mehrere Ar 66 auf dem Flugplatz Malmi (1944, Finnland)

Die Arado Ar 66 war ein einmotoriger Schuldoppeldecker für die Pilotenausbildung der deutschen Luftwaffe.

## Geschichte
Die 1932 entstandene Arado Ar 66 war ein einstieliger, verspannter Doppeldecker. Sie hatte ein stark gestaffeltes Tragwerk. Sämtliche Fläche wiesen eine 8°-Pfeilform auf. Das Höhenleitwerk lag weit vor dem Seitenleitwerk. Ing. Walter Rethel begann mit der Konstruktion des Flugzeuges als letzte Arbeit für die Arado Flugzeugwerke. Die Überarbeitung der Konstruktion zur Serienreife erfolgte durch seinen Nachfolger Walter Blume.

## Konstruktion (Arado Ar 66 C)
- Flügel: Zweiholmiger Aufbau aus Holz, Holme aus Kiefer, Rippen aus Linde. N-Stiele. Querruder im Ober- und Unterflügel.
- Rumpf: Rumpfgerüst mit ovalem Querschnitt aus Stahlrohren geschweißt und mit Stoff bespannt.
- Leitwerk: Normal. Durch zwei I-Stiele abgestrebte Höhenflosse auf vorgezogener Seitenflosse über der Rumpfoberkante liegend, am Boden verstellbar. Höhenruder aerodynamisch ausgeglichen. Über das Höhenruder herausragende Vorderkante des Seitenruders ebenfalls als Ausgleich wirkend. Aufbau der Flossen und Ruder aus Stahlrohr mit Stoffbespannung.
- Fahrwerk: Starres Normalfahrgestell, geteilt. Jedes Hauptrad an Federbein mit Druckgummi und Öldämpfung durch V-Strebe zur Rumpfunterseite hin abgefangen. Hydraulische Bremsen. Sporn mit beweglichem Teller und Druckgummifederung.
- Besatzung: Zwei Personen in offenen Sitzen mit Doppelsteuerung.
- Militärische Ausrüstung: Einbau von Blind- und Nachtflugeinrichtungen, FT-Anlage und Lichtbildgerät möglich.

## Varianten

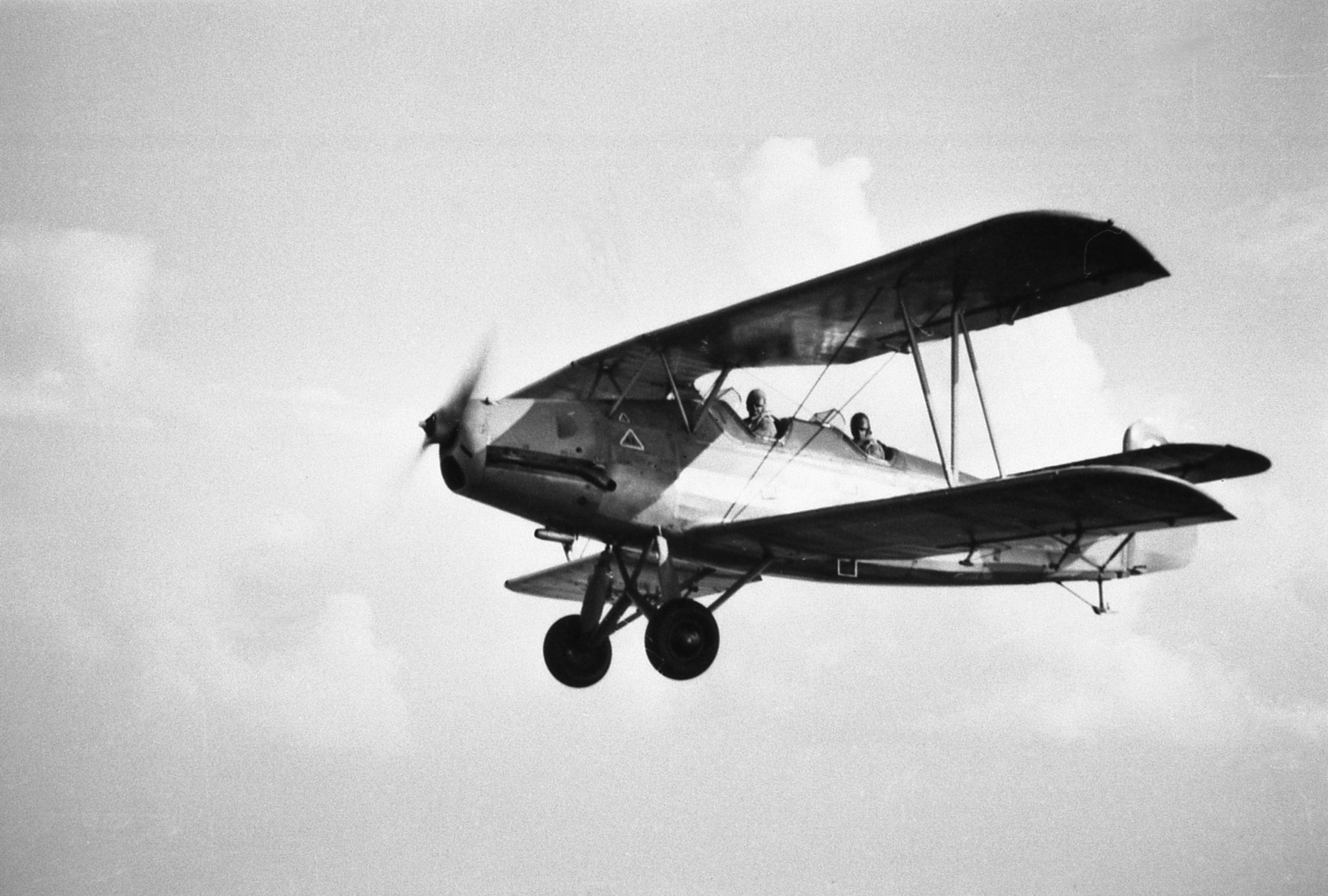
Ar 66 C, vermutl. 'D-IYMO' der FFS München-Oberwiesenfeld, 1935

Die erste Ausführung erhielt die Bezeichnung Ar 66 A und unterschied sich nur geringfügig von der späteren Serienversion Ar 66 C. Sie hatte noch Hochdruckreifen mit großem Durchmesser, ein kleinflächiges Seitenruder und ein Höhenruder ohne Ausgleichsflächen. Die Registrierung der Werk-Nr. 78 erfolgte als D-2335 im September 1932.
Die Ar 66 B war die Wasserflugzeug-Ausführung der Ar 66 C. An dieser Version war das Fahrgestell durch ein Schwimmergestell aus Stahlrohr mit Kabelverspannung ersetzt worden. Das Schwimmergestell trug zwei Schwimmer in Holzkonstruktion. Von dieser Version wurden etwa zehn Maschinen gebaut und zur Seeflugzeugführer-Schulung eingesetzt. Werk-Nr. 99; Registrierung: D-2557
Die Ar 66 C (Werk-Nr. 100, Registrierung: D-2558) diente als Serienversion der Ar 66 A mit geringfügig verändertem Leit- und Fahrwerk. Ab 1933 wurde sie in größeren Stückzahlen bei der noch geheimen Luftwaffe für die Pilotenausbildung eingesetzt. Als Baufirmen waren die Bayerischen Flugzeugwerke (BFW), Focke-Wulf, MIAG, AGO und Arado Brandenburg (ArB) bzw. Warnemünde (ArW) vorgesehen, die aber nicht alle das Flugzeug tatsächlich bauten. Zwischen Oktober 1933 und Juli 1937 wurden 1449 Ar 66 hergestellt. Bei AGO sind wahrscheinlich 197 Flugzeuge gebaut worden. Der Rest teilt sich auf MIAG, ArB und ArW auf. Mit Prototypen sind insgesamt 1456 Ar 66 gebaut worden. Sechs Flugzeuge wurden 1937 nach Spanien exportiert. Das blieben die einzigen Exporte der Ar 66.

## Einsatz
Die meisten Ar 66 wurden zur Pilotenausbildung eingesetzt. Daneben wurden die Maschinen auch als Nachtschlachtflugzeuge an der Ostfront eingesetzt. Die Nachtschlachtgruppen 2, 3 und 5 sowie die Nachtschlachtgruppen 8 in Finnland und 12 in Lettland flogen die Ar 66 C. Die Maschinen waren mit Minen bzw. 2-kg- oder 4-kg-Bomben ausgerüstet.

## Technische Daten

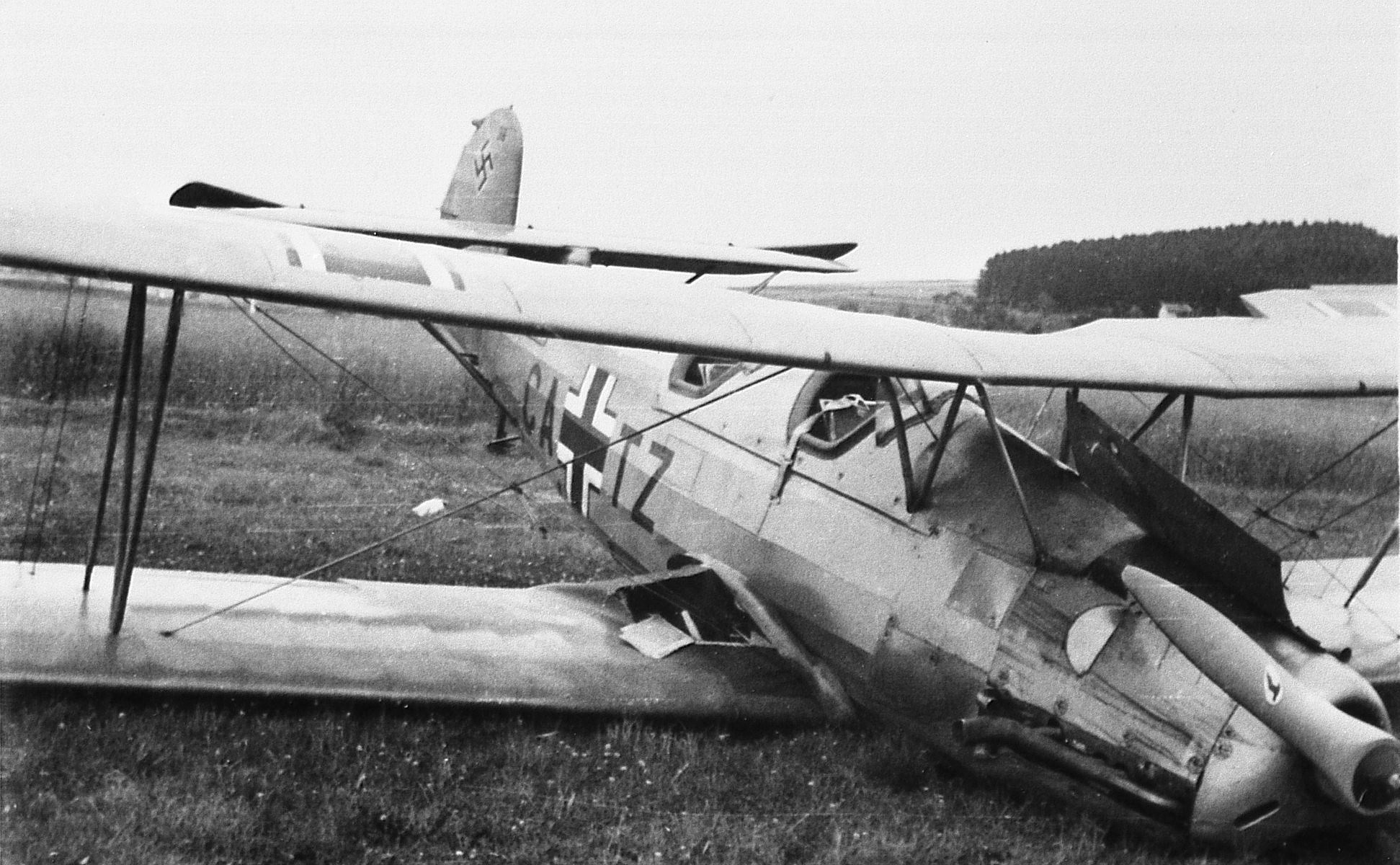
Ar 66 C 'CA+TZ', Flieger-Ausb-Regiment 13, Pilsen, ca. 1940

| Kenngröße                         | Ar 66 B See                            | Ar 66 C                                                                |
| --------------------------------- | -------------------------------------- | ---------------------------------------------------------------------- |
| Verwendungszweck                  | Schulung                               | Schulung, Fortgeschrittenenausbildung, Kunstflug, Blindflug, Nachtflug |
| Besatzung                         | 1+1                                    | 1+1                                                                    |
| Abmessungen:                      |                                        |                                                                        |
| Spannweite, oben/unten            | 10 m                                   | 10 m                                                                   |
| Länge, gr.                        | 8,75 m                                 | 8,30 m                                                                 |
| Höhe, gr.                         | 3,25 m                                 | 2,93 m                                                                 |
| Spurweite                         | 2,60 m (Schwimmer)                     | 1,90 m (Rad gebremst, 650×180)                                         |
| Inhalt des Kraftstoffbehälters    | 172 l                                  | 172 l                                                                  |
| Inhalt des Reservebehälters       | 33 l                                   | 33 l                                                                   |
| Inhalt des Schmierstoffbehälters  | 17 l                                   | 17 l                                                                   |
| Flächeninhalte:                   |                                        |                                                                        |
| Tragfläche mit Querruder, oben    | 14,77 m²                               | 14,77 m²                                                               |
| Tragfläche mit Querruder, unten   | 14,86 m²                               | 14,86 m²                                                               |
| Gesamttragfläche                  | 29,63 m²                               | 29,63 m²                                                               |
| Querruder, oben/unten             | 1,16 m²                                | 1,16 m²                                                                |
| Höhenleitwerk                     | 4,74 m²                                | 4,74 m²                                                                |
| Seitenleitwerk                    | 1,57 m²                                | 1,57 m²                                                                |
| Tragfläche:                       |                                        |                                                                        |
| Umriss, oben/unten                | Rechteckform                           | Rechteckform                                                           |
| Pfeilform, oben/unten             | 8°                                     | 8°                                                                     |
| V-Form, oben                      | 3°                                     | 3°                                                                     |
| V-Form, unten                     | 1°                                     | 1°                                                                     |
| Flügelstreckung, oben/unten       | 6,2                                    | 6,2                                                                    |
| Bruchlastvielfaches               | 8                                      | 12                                                                     |
| Staffelung                        | 0,69 m                                 | 0,69 m                                                                 |
| mittl. Flächentiefe, oben/unten   | 1,60 m                                 | 1,60 m                                                                 |
| Massen:                           |                                        |                                                                        |
| Leermasse                         | 1060 kg                                | 905 kg                                                                 |
| Zuladung                          | 380 kg                                 | 425 kg                                                                 |
| Startmasse                        | 1440 kg                                | 1330 kg                                                                |
| Zuladung/Leermasse                | 0,36                                   | 0,47                                                                   |
| Triebwerk:                        |                                        |                                                                        |
| Motor                             | ein Argus As 10 C, 240 PS (ca. 180 kW) | ein Argus As 10 C, 240 PS (ca. 180 kW)                                 |
| Propeller:                        |                                        |                                                                        |
| Art                               | Zweiblatt-Starrpropeller, Holz         | Zweiblatt-Starrpropeller, Holz                                         |
| Antrieb                           | direkt                                 | direkt                                                                 |
| Drehsinn                          | rechts                                 | rechts                                                                 |
| Durchmesser                       | 2,55 m                                 | 2,50 m                                                                 |
| Schraubenfläche                   | 5,10 m²                                | 4,90 m²                                                                |
| Leistungen:                       |                                        |                                                                        |
| Flugdauer                         | 3,6 h                                  | 4,1 h                                                                  |
| Reichweite                        | 570 km                                 | 716 km                                                                 |
| Kraftstoffverbrauch               | 29,60 l/100 km                         | 26,7 l/100 km                                                          |
| Schmierstoffverbrauch             | 0,95 l/100 km                          | 0,86 l/100 km                                                          |
| Höchstgeschwindigkeit             | 192 km/h                               | 210 km/h                                                               |
| Reisegeschwindigkeit              | 158 km/h                               | 175 km/h                                                               |
| Landegeschwindigkeit              | 80 km/h                                | 80 km/h                                                                |
| Dienstgipfelhöhe                  | 3000 m                                 | 4500 m                                                                 |
| Steigzeit auf 1000 m              | 6,4 min                                | 4,1 min                                                                |
| Steiggeschwindigkeit in Bodennähe | 3,0 m/s                                | 4,3 m/s                                                                |
| Tragflächenbelastung              | 48,60 kg/m²                            | 44,85 kg/m²                                                            |
| Leistungsbelastung                | 6 kg/PS                                | 5,55 kg/PS                                                             |
| Flächenleistung                   | 8,09 PS/m²                             | 8,08 PS/m²                                                             |
| Schraubenflächenleistung          | 47,10 PS/m²                            | 48,95 PS/m²                                                            |
| Baustoffe:                        |                                        |                                                                        |
| Tragwerk                          | Holzfachwerk, stoffbespannt            | Holzfachwerk, stoffbespannt                                            |
| Rumpfwerk                         | Stahlrohrfachwerk, stoffbespannt       | Stahlrohrfachwerk, stoffbespannt                                       |
| Leitwerk                          | Holzfachwerk, stoffbespannt            | Holzfachwerk, stoffbespannt                                            |